# City Interactive
City Interactive är ett polskt datorspelsutvecklarföretag, som även ger ut datorspel. Företaget grundades år 2002 och fokuserar på utvecklingen av förstapersonsskjutare, i synnerhet till Sniper Ghost Warrior-serien.

## Lista över utvecklade spel
- Alcatraz
- Armed Forces Corp.
- Art of Murder: Cards of Destiny
- Art of Murder: FBI Confidential
- Art of Murder: Hunt for the Puppeteer
- Battlestrike: Force of Resistance
- Battlestrike: Western and Eastern Front All in One
- Beauty Factory
- Brain College: Ancient Quest of Saqqarah
- Chicken Riot
- Chronicles of Mystery: The Scorpio Ritual
- Chronicles of Mystery: Curse of the Ancient Temple
- Chronicles of Mystery: The Tree of Life
- Code of Honor 2: Conspiracy Island
- Code of Honor 3: Desperate Measures
- Code of Honor: Compilation
- Combat Wings
- Combat Wings: Battle of Britain
- Crime Lab: Body of Evidence
- Farm Frenzy
- I Love Beauty: Hollywood Makeover
- Jet Storm
- Jewels of the Tropical Lost Island
- Logic Machines
- SAS: Secure Tomorrow
- Smash Up Derby
- Sniper: Art of Victory
- Sniper: Ghost Warrior
- Sushi Academy
- The Mystery of the Mary Celeste
- The Royal Marines Commando
- Terrorist Takedown
- Terrorist Takedown: Conflict in Mogadishu
- Terrorist Takedown: Covert Operations
- Terrorist Takedown: Payback
- Terrorist Takedown: War in Colombia
- Terrorist Takedown 2
- Terrorist Takedown 3
- Vampire Moon: The Mystery of the Hidden Sun
- Wings of Honour:Battles of the Red Baron